# Seoul Plaza
Ne doit pas être confondu avec Plaza Hotel Seoul.
Seoul Plaza  est une place centrale située en face de l'hôtel de ville de Séoul à Taepyeongno (en) dans l'arrondissement de Jung-gu en Corée du Sud. Elle est inaugurée le 1er mai 2004 par le gouvernement métropolitain de Séoul dans le cadre de projets de rénovation respectueux de l'environnement de la ville, au même titre que la promenade du Cheonggyecheon et la place Gwanghwamun (en).

## Description
Le site est à l'origine un carrefour de circulation avec une fontaine vieille de 40 ans qui a été démolie et l'espace voisin a été rénové. Seoul Plaza est de forme elliptique, couvrant 3 995 pyeong (en) (13 207 m²) au total, dont 1 904 pyeong (6 294 m²) pour la surface gazonnée. Un réservoir d'eau souterrain a été installé ainsi que 48 éclairages autour de la pelouse. Le réservoir souterrain stocke l'eau de pluie pour l'utiliser dans les arroseurs de la pelouse.
La place a été le site de manifestations contre les importations de bœuf des États-Unis en Corée du Sud (en),, et du festival de culture queer de Séoul (en).

## Administration

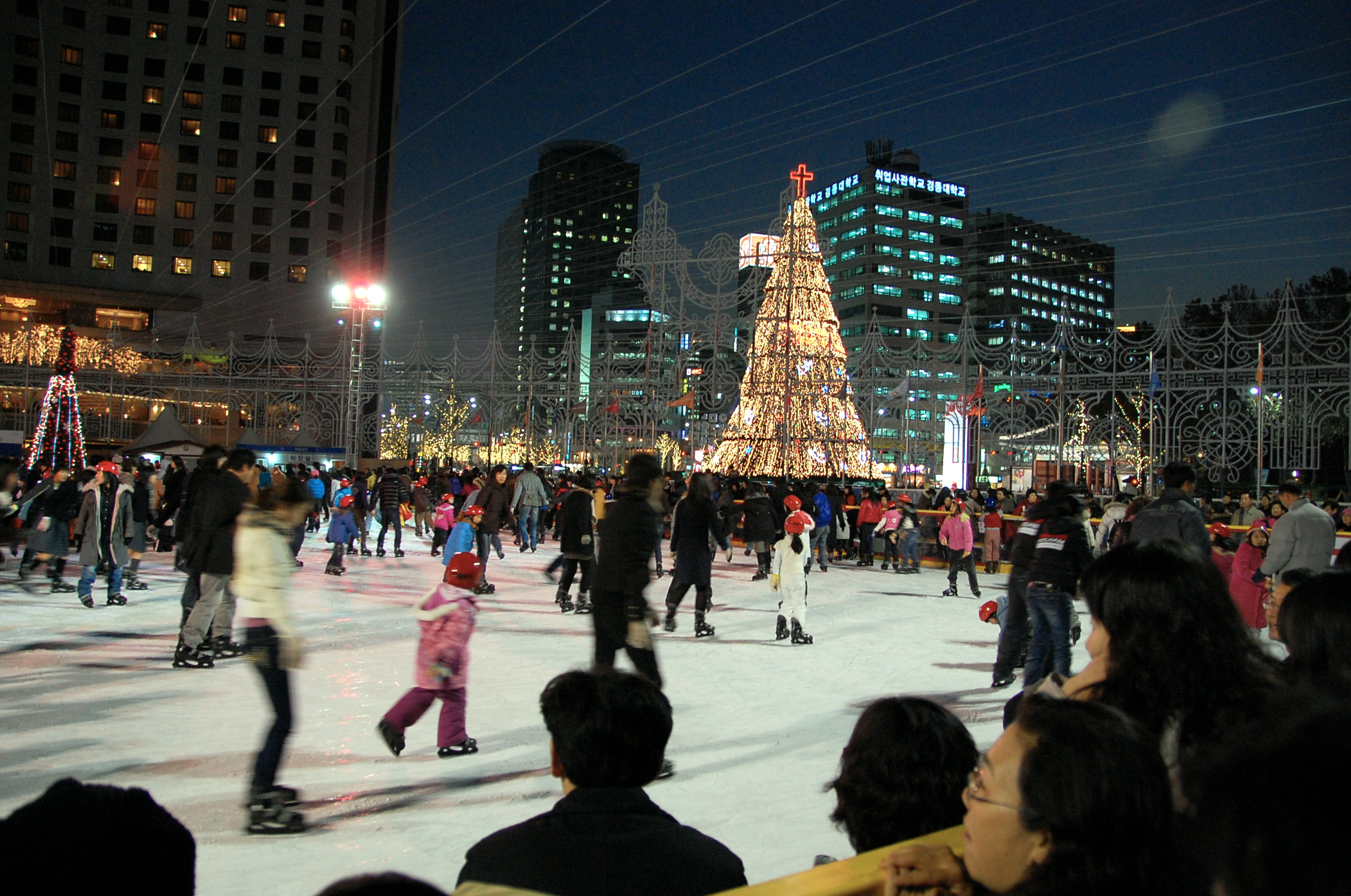
La patinoire de la place en hiver.

Depuis le 1er juin 2011, Seoul  Plaza et la place Gwanghwamun (en) sont désignées zones non  fumeur par le gouvernement métropolitain de Séoul. Les contrevenants sont condamnés à une amende de 100 000 won en cas d'infraction,.
Chaque hiver depuis 2004, la place accueille une patinoire en plein air de la mi-décembre à février, après quoi elle est remplacée par une pelouse verte et la fontaine est à nouveau opérationnelle.